# Gaël Aymon
Œuvres principales
- Ma réputation
- 17 ans à jamais
- Silent Boy
- L'Apprenti-Conteur
- Contes d'un autre genre

Gaël Aymon est un écrivain français, né à Paris le 12 décembre 1973. Il écrit des albums et des romans pour un public à partir de 5 ans jusqu’aux jeunes adultes,.

## Biographie
Issu du cours Florent et du Studio Pygmalion, d'abord comédien puis scénariste et réalisateur, Gaël Aymon a produit et distribué des films, spectacles et concerts, et enseigné le théâtre aux enfants et adolescents[source secondaire souhaitée].
Ses premiers ouvrages pour la jeunesse sont publiés à partir de 2010. Ses livres ont obtenu de nombreuses récompenses et ont été traduits en Chine, Corée, Roumanie, Italie, Espagne, Allemagne, au Brésil, au Mexique et en braille[source secondaire souhaitée].
Membre de Charte des auteurs et illustrateurs jeunesse, il en a été l'un des administrateurs[source insuffisante] entre 2012 et 2014.
En 2023 il publie le roman pour adolescents Une nuit de mon enfance. Pour l'avis critique de Télérama : « Ce n’est pas la première fois que cet auteur s’essaye au thriller. Il en explore ici une veine réaliste en y mêlant subtilement son appétence pour le conte. Le romancier réussit parfaitement cette partition délicate. »
En 2023 et en 2024, il est sélectionné pour le Prix commémoratif Astrid-Lindgren, pour l'ensemble de son œuvre.

## Œuvres

### Romans pour adolescents et jeunes adultes
- Ma réputation (Actes Sud Junior - Romans - 2013 / version poche chez Gallimard Jeunesse-Pôle Fiction 2022)
- Oublier Camille (Actes Sud Junior - Roman - 2014) -
- Les Héros oubliés - Tome 1 "Aux portes de l'oubli" (Actes Sud Junior - Roman - 2015)
- Les Héros oubliés - Tome 2 "Les Maîtres" (Actes Sud Junior - Roman - 2016)
- Golden Valley (Gallimard jeunesse / Scripto - Roman - 2016)
- Mon âme frère (Actes Sud Junior - Roman - 2018)
- La Planète des sept dormants (Nathan - Roman - 2018)
- Et ta vie m'appartiendra (Nathan - Roman - 2020)
- Silent Boy (Nathan, coll. Court Toujours - Roman - 2020)
- Grim, fils du marais (Nathan - Roman - 2021)
- L'Apprenti-conteur (L’École des Loisirs - 2022 / Version poche 2025)
- Une nuit de mon enfance[4] (Nathan - Roman - 2023)
- 17 ans à jamais (Nathan - Roman - 2024)
- La guerre des Ombres (L’École des Loisirs - 2025)

### Romans junior
- Une place dans la cour (Talents Hauts - Roman junior - 2011)
- L’Anniversaire à l'envers (Talents Hauts - Roman junior - 2012)
- Les Grandes Années, tome 1 : Le philtre d'amour (Nathan - Premiers Romans - 2017)
- Les Grandes Années, tome 2 : Le vide-grenier (Nathan - Premiers Romans - 2017)
- Les Grandes Années, tome 3 : L'anniversaire Super Star (Nathan - Premiers Romans - 2018)
- Les Grandes Années, tome 4 : Le manoir de la peur (Nathan - Premiers Romans - 2018)
- Les Grandes Années, tome 5 : Un copain de trop (Nathan - Premiers Romans - 2018)
- Les Grandes Années, tome 6 : Sauve la planète! (Nathan - Premiers Romans - 2019)
- Les Grandes Années, tome 7 : A l'aventure! (Nathan - Premiers Romans - 2019)
- Les Grandes Années, tome 8 : Morts-vivants! (Nathan - Premiers Romans - 2020)
- Mon Deuxième Cerveau (L’École des Loisirs - 2024)

### Contes
- Contes d'un autre genre (Talents Hauts - Album - 2011)
- Les Souliers écarlates (Talents Hauts - Album - 2012) - soutenu par Amnesty International
- Le Fils des géants (Talents Hauts - Album - 2013) - soutenu par Amnesty International
- Le Secret le plus fort du monde (Les éditions du Ricochet - Album - 2014)
- Perce-Neige et les Trois Ogresses (Talents Hauts - Album - 2014) - soutenu par Amnesty International
- Le Conte des trois flocons, illustrations de Clotilde Perrin (Bayard Editions - J'aime Lire poche - 2015)
- Contes d'un autre genre - Nouvelle édition - (Talents Hauts - Album - 2017) - soutenu par Amnesty International
- Blanche-Neige (Nathan - Album - 2018)
- La Belle et la Bête aux larmes de diamants (Gautier-Languereau - Album - 2019)
- La Belle au bois dormant (Nathan - Album - 2020)

### Albums junior
- La Princesse Rose-Praline (Talents Hauts - Album - 2010)
- Giga-Boy (Talents Hauts - Album - 2011)
- SOS petites sirènes, tome 1 : Le bal en plastique (Fleurus - 2021)
- SOS petites sirènes, tome 2 : La fête des fonds marins (Fleurus - 2021)
- SOS petites sirènes, tome 3 : Le lagon magique (Fleurus - 2021)
- SOS petites sirènes, tome 4 : Les héros de la nuit (Fleurus - 2021)
- SOS petites sirènes, tome 5 : Le palais de glace (Fleurus - 2022)
- Vraiment peur! (Nathan - Album - 2022)

### Parutions dans la presse
- La Sorcière aux pigeons (J'aime lire - Bayard Presse, 2012
- Le Conte des trois flocons (Mes premiers J'aime Lire - Bayard Presse, 2013)
- Une colo pour deux (DLire - Bayard Presse, 2013}
- Le Secret de la bête (Revue Kong n°1 / 2015) – Muséum Aquarium de Nancy

## Prix littéraires et distinctions
- Prix Jacaranda[7] 2016 pour Ma réputation
- Prix Gallimard des collégiens (4e-3e) 2024[8] pour Ma réputation
- Prix des Embouquineurs (6e-5e) 2023-24[9] pour L'Apprenti-Conteur
- Prix des Lecteurs en Seine 2022[10] pour Et ta vie m'appartiendra
- Sélection pour le Prix commémoratif Astrid-Lindgren 2023[5] et 2024[6] pour l'ensemble de son œuvre.
- Prix Libr’à Nous 2025[11] pour 17 ans à jamais
- Prix des Libraires en Seine 2025[12] pour 17 ans à jamais

## Adaptations théâtrales
- Perce-Neige et les trois ogresses a été adapté en 2014 par la Compagnie Spectabilis[13].
- La Belle éveillée a été adaptée en 2016 par la Compagnie Anne ma sœur Anne[14].